# Nosečnostna sladkorna bolezen
Nosečnostna sladkorna bolezen ali gestacijski diabetes je oblika sladkorne bolezni oziroma intolerance za ogljikove hidrate, ki se prvič pojavi med nosečnostjo. Pojavi se pri približno 4 % vseh nosečnosti. Nastopi zaradi povečane insulinske rezistence pretežno v drugem in tretjem trimesečju nosečnosti. Običajno se stanje ne kaže z bolezenskimi znaki, je pa povezano z večjo smrtnostjo novorojenčkov, hipoglikemijo, makrosomijo (nenormalno povečana rast telesa) in zlatenico. Razvije se pogosteje pri debelih in starejših nosečnicah in pri tistih, ki imajo v sladkorno bolezen v družini. Ženske z nosečnostno sladkorno boleznijo imajo značilno večje tveganje za razvoj sladkorne bolezni, 30–40 % jih v naslednjih 10–20 letih razvije sladkorno bolezen tipa 2. Kljub dokazom, da ima celo blaga hiperglikemija vpliv na zaplete med nosečnostjo, so si smernice glede presejanja in zdravljenja še vedno nasprotujoče in nepoenotene.

## Diagnoza
Prvi korak pri testiranju nosečnic je enak kot pri diagnostiki sladkorne bolezni tipov 1 ali 2: glukoza na tešče ≥ 7,0 mmol/L ali kadarkoli čez dan ≥11,1 mmol/L in potrditev teh vrednosti, vendar ne istega dne. Če se pri nosečnicah z zvišanim tveganjem (npr. debelost, nosečnostna sladkorna bolezen v preteklosti, glikozurija, sladkorna bolezen v sorodstvu) na ta način sladkorna bolezen ne dokaže, se priporoča nadaljnje testiranje z enostopejskim ali dvostopenjskim oralnim glukoznim tolerančnim testom.

## Tveganja
Spremenjena serumska koncentracija glukoze v času zanositve in v prvem trimesečju poveča tveganje za nastanek prirojenih razvojnih
nepravilnosti za 2–10-krat. Med velikimi prirojenimi nepravilnostmi prevladujejo kavdalni regresijski sindrom,
situs inversus (obrnjen položaj organa ali organskega sistema), napake v zapiranju nevralne cevi, razcepi ustnic in neba, srčne in ledvične nepravilnosti. Hkrati se razvija organomegalija, ki je povezana tudi z makrosomijo ploda. Vendar pa neurejena glikemija ne zvečuje tveganja za kromosomske napake pri plodu. Sladkorna bolezen med nosečnostjo je povezana tudi z visoko perinatalno umrljivostjo in obolevnostjo. Tveganje je sorazmerno stopnji hiperglikemije oz. urejenosti bolezni v tem obdobju. Za plod so nevarne tako hiperglikemije kot hipoglikemije. Pri nosečnicah, ki so imele v času zanositve delež glikoziliranega hemoglobina A1 nad 12%, je prisotna zvečana pojavnost splava. Pri nosečnicah s sladkorno boleznijo so pogostejše okužbe sečil, prezgodnji porodi in preeklapsije.

## Zdravljenje
Potrebna je ustrezna dieta živili z nizkim glikemičnim indeksom ter primerno količino beljakovin, ogljikovih hidratov in mikronutrientov. Če telesna aktivnost ni kontraindicirana, se priporoča vsakodnevno 30 minut zmerne aerobne telesne aktivnosti. Pri nosečnicah s sladkorno boleznijo je priporočljiva samokontrola krvnega sladkorja pred glavnimi obroki in 90 minut po glavnih obrokih. Zdravljenje z zdravili se uvede, če je koncentracija glukoze v krvi na tešče nad 5,3 mmol/l ali po obrokih nad 6,6 mmol/l. Inzulin je zdravilo izbora pri nosečnostni sladkorni bolezni, kajti ne prehaja posteljice in hkrati omogoča predvidljiv nadzor krvnih vrednosti glukoze. Če zdravljenje z inzulinom ni možno, se lahko uporabita metformin in glibenklamid.